# ألما (أورير)
ألما هي إحدى مشيخات المملكة المغربية، تتبع جغرافيا لعمالة أكادير إدا وتنان وإداريًا لأورير. يقدر عدد سكانها بـ 1270 نسمة حسب الإحصاء الرسمي للسكان والسكنى لسنة 2004.